# 西福寺 (南九州市)
西福寺（さいふくじ）は、鹿児島県南九州市知覧町郡にかつてあった曹洞宗の寺院である。山号は極楽山、旧名は松峯院であった。

## 沿革
島津氏の分家である佐多氏の菩提寺として覚隠和尚を開山として作られる。当初は佐多氏の領地である佐多（現南大隅町）に3代当主佐多氏義により建てられたが、4代当主・佐多親久が知覧に移封された時に寺も一緒に引っ越した。
明治2年の廃仏毀釈の時に廃寺となった。

## 創建
3代佐多氏義が佐多に創建し、その子親久が知覧に移したが、詳細な創建年代は不明である。氏義は応永34年（1427年）に没し、親久は長享2年（1488年）に世を去っており、この間と推定される。

## 本尊
本尊は釈迦如来木仏座像（高さ5寸8分（21.98cm））で、脇立二体（文殊普賢木仏座像高さ３寸４分（12.9cm））があった。

## 境内
境内には3つの堂宇があり、領主菩提寺の威容を示していた。
三尊堂
中央に阿弥陀木仏立像（高さ1尺4寸（5.31cm））、左手に観音木仏立像（高さ9寸5分（36.01cm））、右手に薬師木仏立像（高さ9寸3分（35.25cm））があった。脇立は左に虚空蔵木仏座像（高さ1尺8寸5分（70.12cmcm））と釈迦木仏座像（高さ2尺3寸（87.17cm））、右に十一面観音木仏立像（高さ1尺7寸（64.43cm））と地蔵木仏座像（高さ1尺8寸（68.22cm））の4体があり、それ以外に十六善神を祀ってあった。
鎮守堂
稲荷大明神、鰐口、唐猫2疋の宝物があった。
観音堂
16代領主島津久豪の室智鏡院の創建であり、木仏座像（高さ9寸（34.11cm））、鰐口があった。

## 歴代住持
開山覚隠和尚、2世明室昌暾（3代領主氏義の末男）、3世賢叔玄佐（5代領主忠遊の弟）、4世関甫祚玄、5世舜庭守韶、6世日成総就、7世相屋全藺、8世竹隠周賢、9世祭応存祝、10世利山見益、11世太庵全甫、12世秋岩天春、13世徳翁邦舜、14世月船竜春、15世桃谷水源、16世本成覚道、17世如山栄説、18世日周信栄、19世貞円利同、20世富山瑞宝、21世大道喜説、22世太嶺高谷、23世普法春明、24世徹心大寂、25世安山恵海、26世海了寂湛、27世与山禅隆。文政7年より廃仏毀釈の明治2年までの住職は不明である。
数代の住職の墓碑が島津墓地西側にある。

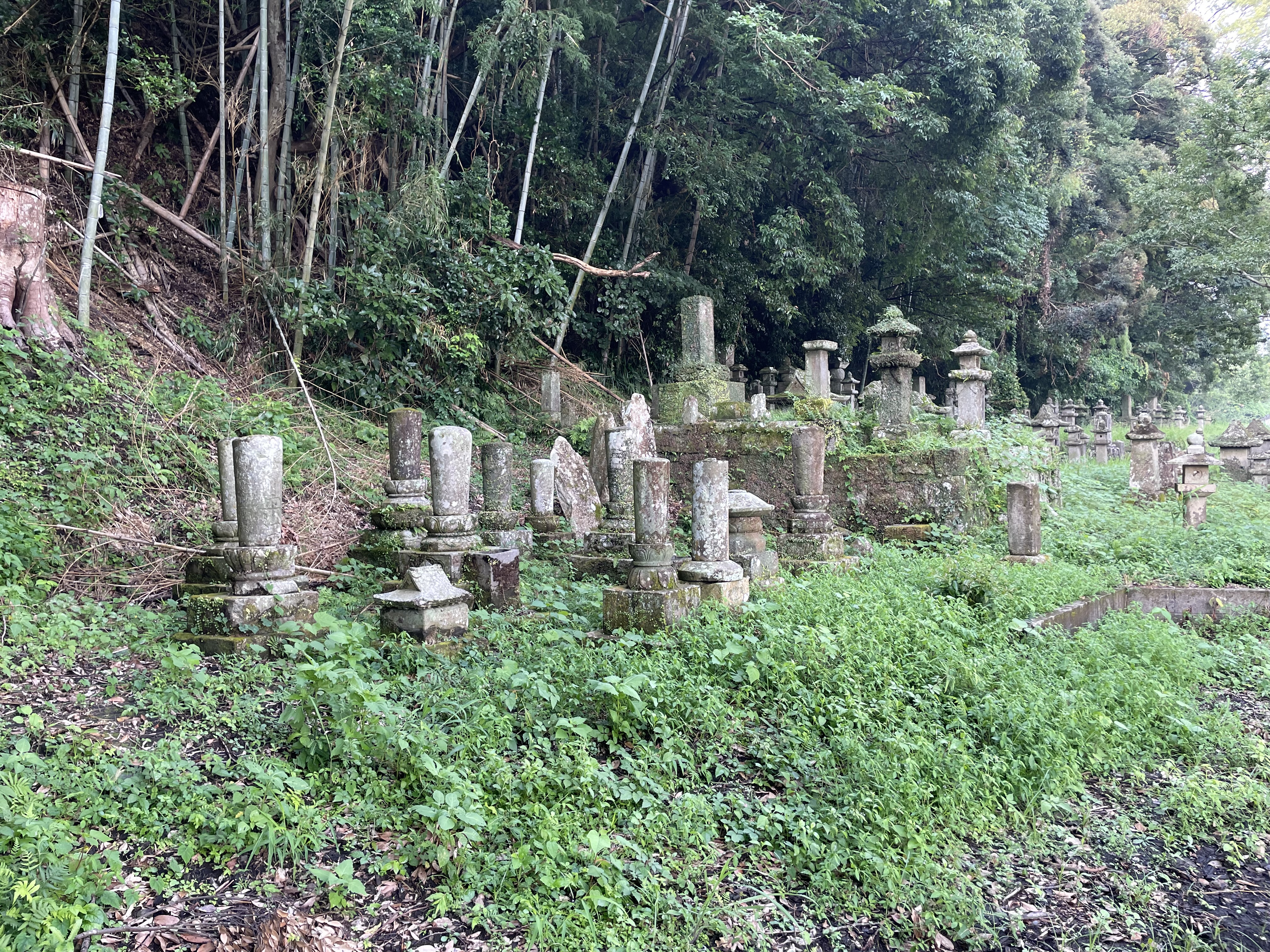
島津墓地西側の歴代住職墓碑（一部）

## 島津墓地
西福寺跡地は現在市営住宅となっているが、その後方に島津墓地がある。ここには正平8年（1353年）に佐多忠光が初代領主に任ぜられてから、明治2年（1869年）に22代久微が藩籍を奉還するまで、517年間の歴代当主と一族の墓が残っている。

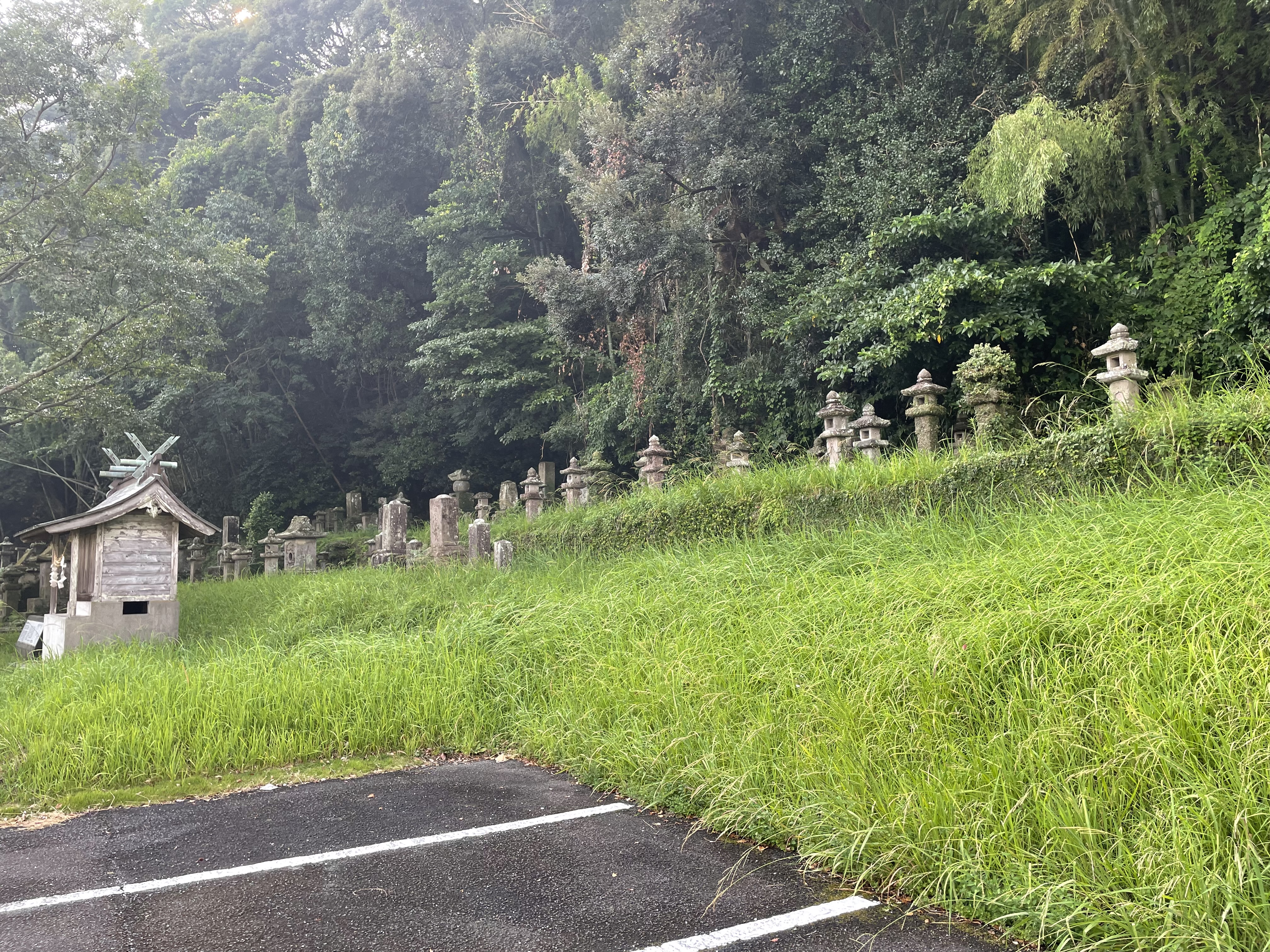
島津墓地全景
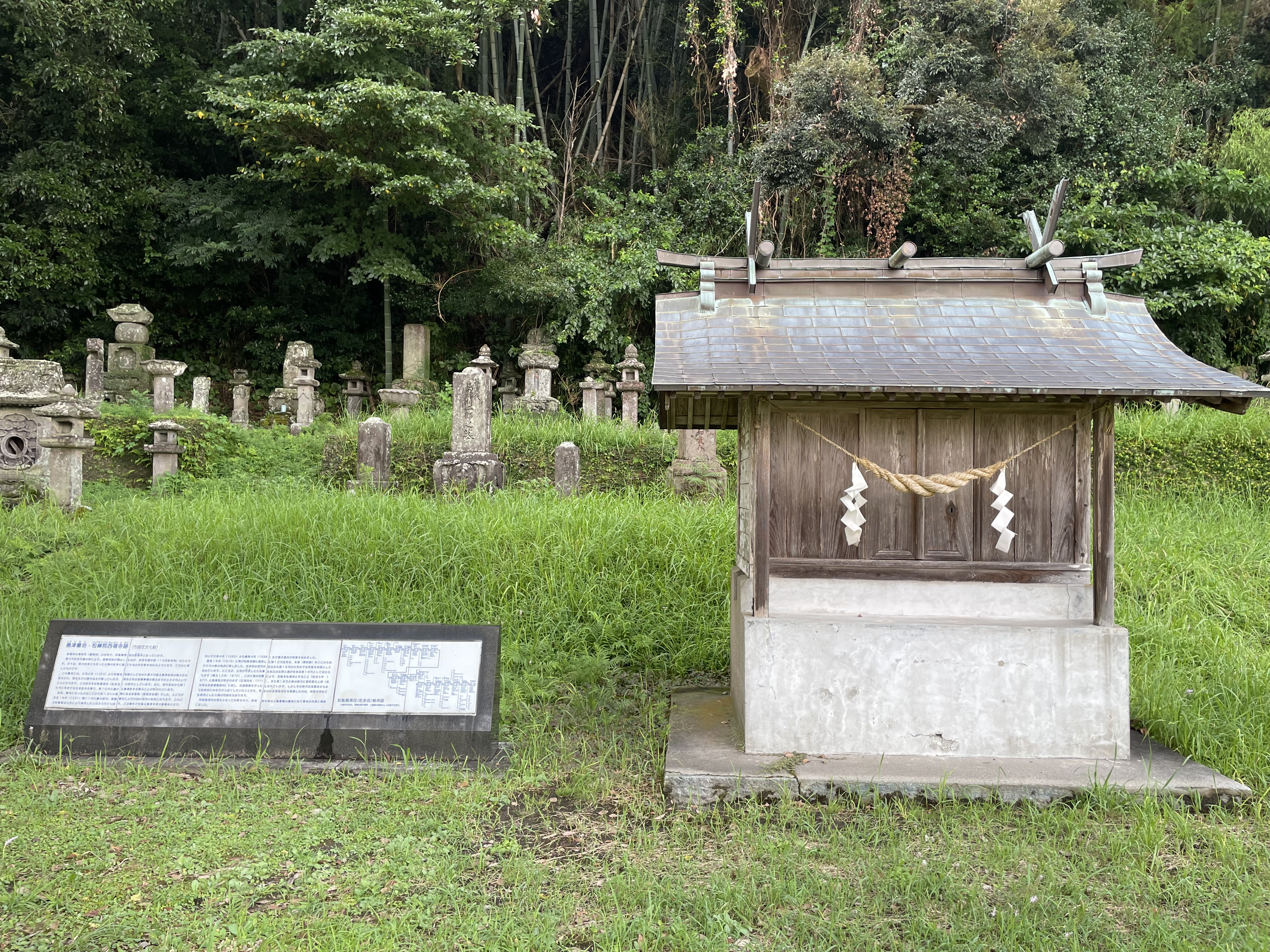
祠と説明板
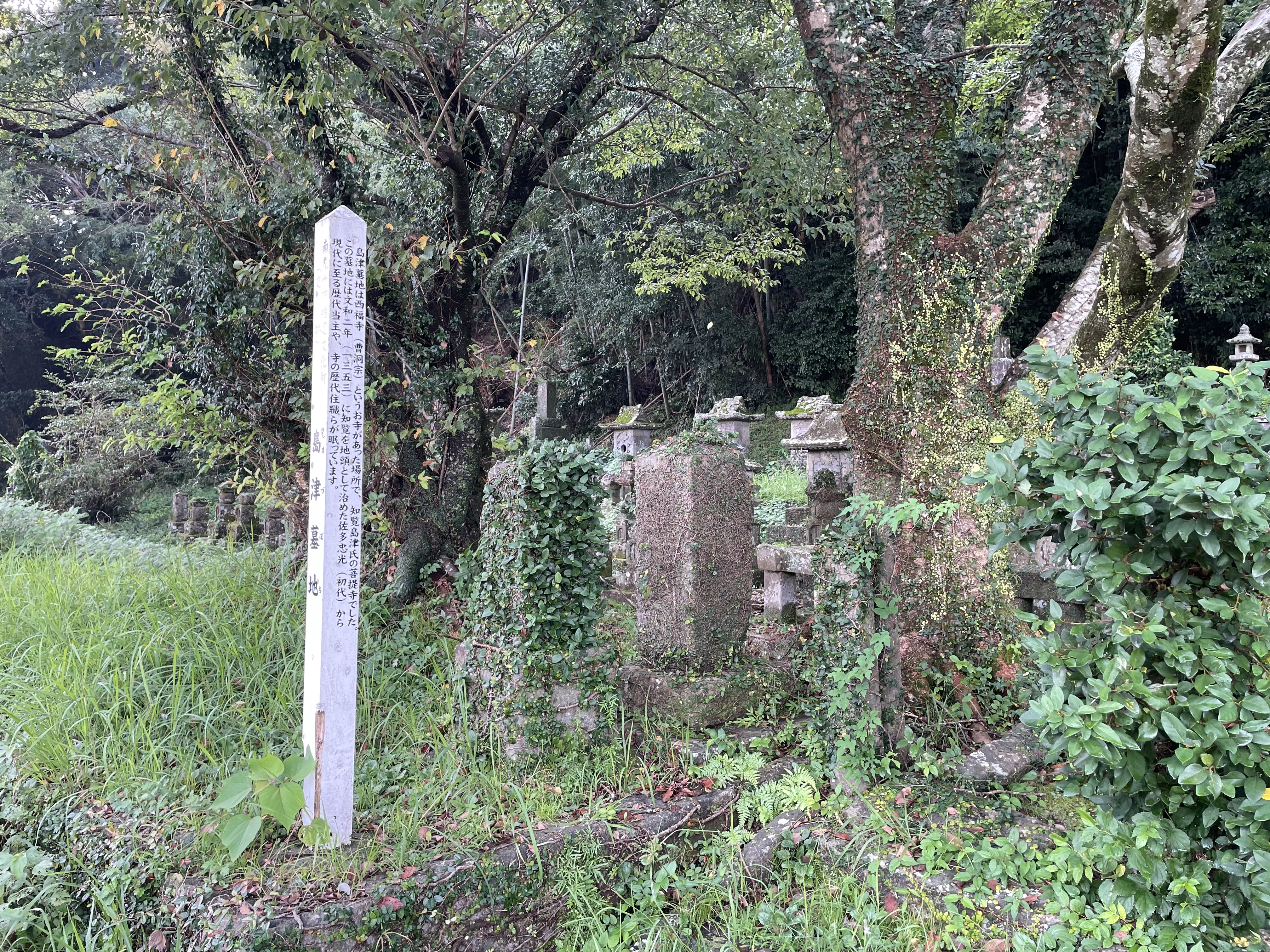
島津墓地の標柱